# 玉笏迷失
玉笏迷失（？—1260年），元朝将领，畏兀儿人，塔塔統阿的长子。
玉笏迷失年轻时有勇略，浑都海在六盘山起兵支持阿里不哥，玉笏迷失支持忽必烈，为皇孙脱脱（哈剌察兒之子）守营垒，拒战，将浑都海击败。追至只必勒，当时阿蓝答儿率军与浑都海合兵，玉笏迷失寡不敌众，战死。